# 史嘉蕾·喬韓森
斯嘉丽·英格麗·约翰逊（英語：Scarlett Ingrid Johansson，1984年11月22日—），美國演员、导演、歌手。童星出身，她的银幕首作是1994年电影《浪子保镖》，随后，她凭借在《曼妮姐妹》（1996）中的演出获得了美国獨立精神獎最佳女主角的提名，参演《轻声细语》（1998）和《黐孖妹》（2001）又带给她更多好评和名气。2003年，她开始转型扮演成年角色，主演了《戴珍珠耳环的少女》和《迷失东京》两部影片，她因此赢得两个金球奖提名，《迷失东京》也为她赢得了英國電影學院獎最佳女主角。
《献给你的情歌》（2004）和伍迪·艾伦《赛末点》（2005）中的两个角色使约翰逊两次获得金球奖提名。她随后的作品包括《绝地再生》（2005）、《艷屍案中案》（2006）、《顶尖对决》（2006）、《午夜巴塞罗那》（2008）等。她在《超急情聖》（2013）和《皮囊之下》（2014）中的表演亦获得很高评价。
自2010年起，约翰逊在漫威电影宇宙中扮演漫威漫畫角色人物黑寡妇。2019年，约翰逊憑著《婚姻故事》的表演入圍金球獎、美國演員工會獎和英國電影學院獎，並首次獲奧斯卡獎提名，同時其在《兔嘲男孩》的演繹也入選女配角獎，使她成為自2007年的凱特·布蘭琪後，12年來首位在同屆奧斯卡中取得兩項演藝類別提名的演員。
2010年，百老汇复排亚瑟·米勒的作品《桥头眺望》，约翰逊参演其中，并获得托尼奖最佳舞台劇女配角。作为歌手的她有两张专辑作品，和。
约翰逊被认为是当代好莱坞的性感象征，也进入过许多「世界性感女性」的列表，最有名的便是《时尚先生》杂志在2006和2013年两度将其列为「当今最性感女性」，使她成为唯一一位两次夺此殊荣的女性。2007年，《花花公子》杂志也将其列为「最性感名人」。

## 早年生活
史嘉蕾·喬韓森於1984年11月22日出生於紐約市曼哈頓。她的父親卡斯滕·奥拉夫·喬韓森是一位出身丹麥哥本哈根的建築師。她的祖父艾纳·喬韓森是一位藝術史學者、編劇和電影導演，她的曾祖父則是瑞典人。她的母親梅蘭妮·斯隆（Melanie Sloan）出身紐約，曾任電影製片人；她的祖先是居住於波蘭及俄羅斯的德系猶太人，原先姓氏為施兰伯格，喬韓森也因此稱自己是猶太人。她有一個同樣從事於演員事業的姐姐凡妮莎、兄長阿德里安，以及小她三分鐘的雙胞胎弟弟杭特，另外還有一個同父異母兄克里斯蒂安，出生於她父親的第一段婚姻。她擁有美國和丹麥雙重國籍。她由 2017 年美國公共廣播電視公司的 Finding Your Roots 節目內容得知，外曾祖父的家族在華沙猶太區的大屠殺期間死亡。
她就讀於曼哈頓格林威治村的41公立學校。父母在她十三歲時離婚。她與外祖母多蘿西·斯隆（Dorothy Sloan）特別親近，她是一名簿記員和學校教師。他們經常在一起，喬韓森認為多蘿西是她最好的朋友。她從小就對公眾演藝活動感興趣，經常為她的家人設計歌舞活動。她特別喜歡音樂劇和爵士手（英語：Jazz hands）。她學習踢踏舞，並表示父母支持她的職業選擇。她形容自己的童年非常普通。
童年時，她藉由盯著鏡中自己的模樣練習表演，希望自己就像茱蒂·嘉蘭（英語：Judy Garland）在聖誕歌舞片Meet Me in St. Louis 裏面那樣。七歲時，當一位經紀人簽下她的弟弟而不是她時，她感到非常沮喪，但她後來還是決定成為一名演員。她就讀於李斯特拉斯堡戲劇學院（英語：Lee Strasberg Theatre and Film Institute）並開始參與於廣告錄影試鏡，但很快就失去興趣，她回憶道「我不想宣傳神奇麵包」。她將事業重心轉移到電影和戲劇上，在外百老匯首次演出於舞台上，在該劇目中，她有兩段演出。

## 演員生涯

### 早期
幼年時期的喬韓森便表現出了對表演的興趣，她這樣說道：
我一直很喜歡表演……就像有的小孩喜歡學樂器，而我喜歡當大演員。於是就有人建議我母親帶我找找演藝中介。
她母親很早就帶她去各處試鏡，從7歲起參與各種商業廣告試鏡，但屢次遭到拒絕，並對此失去興趣；她的母親和她開始將目標轉向電影領域。1994年，9歲的她在科幻喜劇電影《浪子保鏢》中首次登上螢幕，飾演約翰·瑞得的女兒。之後她嘗試了幾個小角色：在1995年的電影《正當防衛》中，她扮演肖恩·康納利的女兒，然後參演1996年電影《愛在布魯克林橋》，隨後，在電影《曼妮姐妹》中，她飾演了女孩阿曼達（Amanda），由此獲得了各方贊譽，以及美國獨立精神獎最佳女主角的提名。曾有人如此評論：「（這部電影）逐漸為人們所喜愛，多半是因為史嘉蕾·喬韓森的魅力。」此外，《舊金山紀事報》評論員米克·拉夏爾如此評論她的「平和氣質」：「未來，她將不再是個青春少女，但若仍能保持這份氣質，她就會成為一位重要的女演員。」
1997年於電影《秋》和《小鬼当家3》中飾演一些小角色後，喬韓森因電影《輕聲細語》受到廣泛注目，也因此當選芝加哥電影評人協會「最有前途女演員」。1999年，她參演《他不笨它是我的心肝寶貝》，同年，她還出現在曼迪·穆爾的單曲《糖》中。2001年她參演科恩兄弟電影《缺席的人》。而同年的《黐孖妹》最終成為她的成名之作，她因此廣獲贊譽，有人評論：「她具有與其年齡不相符的敏感和天賦」，只可惜這部電影未能取得票房成功。之后在2002年，喬韓森在電影《八腳怪》又飾演一個小角色。

### 转型

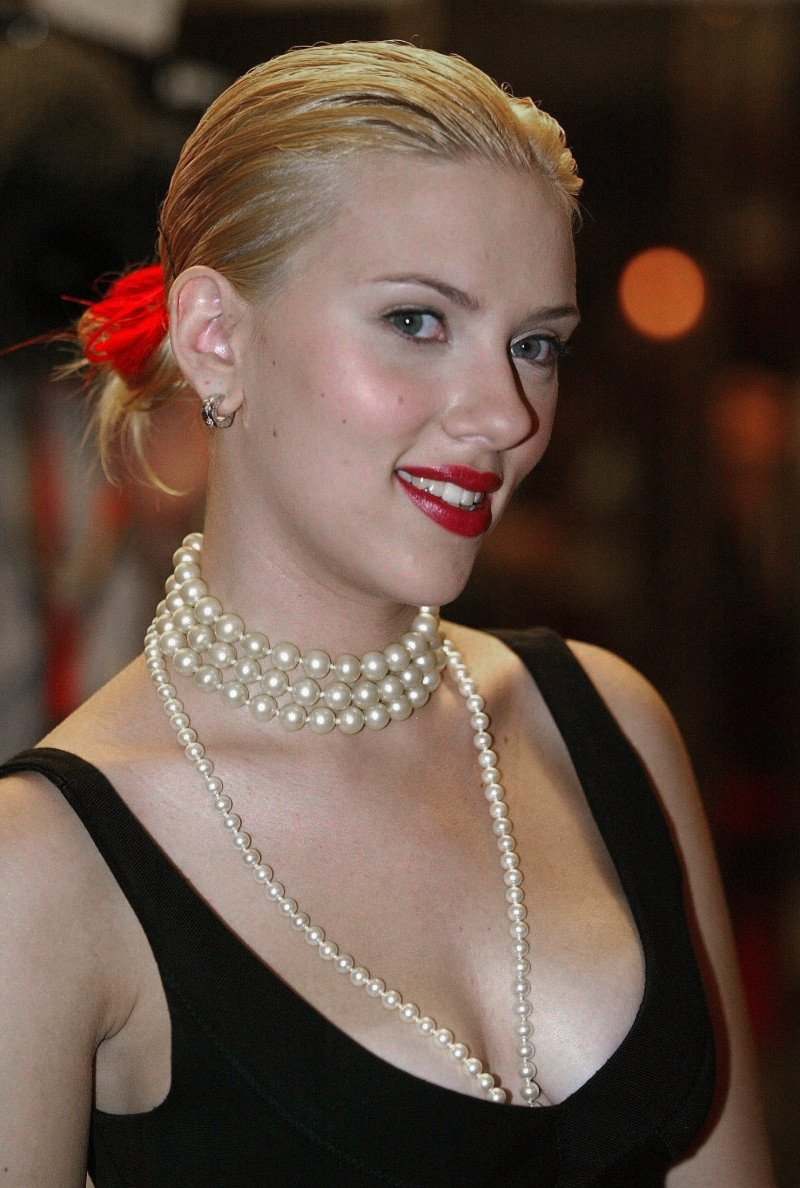
2003年，约翰逊亮相多倫多國際電影節，参与电影《画意私情》首映。

2003年，约翰逊饰演了两个成人角色，自此不再饰演青少年角色。在索菲亚·科波拉的电影《迷失东京》中，她饰演夏洛蒂（Charlotte），一个懒散、孤单的年轻妻子，并与比尔·莫瑞展开对手戏。影评人罗杰·埃伯特称他很喜欢这部电影，并用「十分漂亮」（wonderful）形容二人的表演。《娱乐周刊》评论约翰逊具有「令人愉悦、平静的沉着气质」，《纽约时报》写道：「在她十八岁这年，这位女演员却演好了一个25岁的女性......约翰逊还不是比尔·莫瑞那样能力出众的演员，但是索菲亚·科波拉导演将简单和好奇心设定为人物性格核心，巧妙地避开了这一问题。」约翰逊因这部影片获得英國電影學院獎最佳女主角和金球奖最佳女主角的提名，还得到几个影评组织的提名，包括美国广播影评人协会最佳女配角和芝加哥影评人协会奖最佳女主角。
十八岁时，约翰逊还在彼得·韋伯的《戴珍珠耳环的少女》一片中饰演葛利叶（Griet）。《今日美国》称赞道：「她正经历事业的丰年，奥斯卡奖的评委们应该注意到这一点。」在给《纽约客》的评论中，影评人安东尼·莱恩说道：「让韦伯的电影鲜活起来的是背景安排中的张力，以及最重要的，约翰逊的出现。她一般不说话，在荧幕上表情近乎平淡，但她却在等待着某种激情，以此她可以唤来一次特写，并在镜头前怒放。这是她的电影，不是主角弗美尔的，完全不是。」影评人欧文·格雷伯曼为《娱乐周刊》撰文时如此评论她「几乎无声的表演」：「在她脸上，恐惧、无辜、好奇和性欲交替出现，互相影响，这是极其戏剧化的。」因为该片，她获得了金球奖剧情类电影最佳女主角提名和英国电影学院最佳女主角提名，也被伦敦影评人协会和菲尼克斯影评人协会提名最佳女演员。
2004年6月，约翰逊受邀加入美国电影艺术与科学学会。同年，她或配音或参演了五部影片：《海绵宝宝电影版》、《美丽诱惑》、《献给你的情歌》、《极速A计划》和《大公司小老板》。其中《美丽诱惑》，改编自奥斯卡·王尔德的《温夫人的扇子》，在美国限量发行，却在票房和口碑上双双失败，影片被《纽约时报》评为「拙劣可笑的好莱坞式荧幕改编」、「极度痛苦地割裂了影片中的英国演员和美国大牌，前者恰如其分地表达了王尔德的意图，后者却与王尔德式的英语毫无瓜葛。」少年盗窃片《极速A计划》饱受批评，浪漫爱情喜剧《大公司小老板》获得口碑票房双丰收，而黑色风格的南部剧情片《献给你的情歌》为她赢得了第三个金球奖提名。

### 2005–2007年

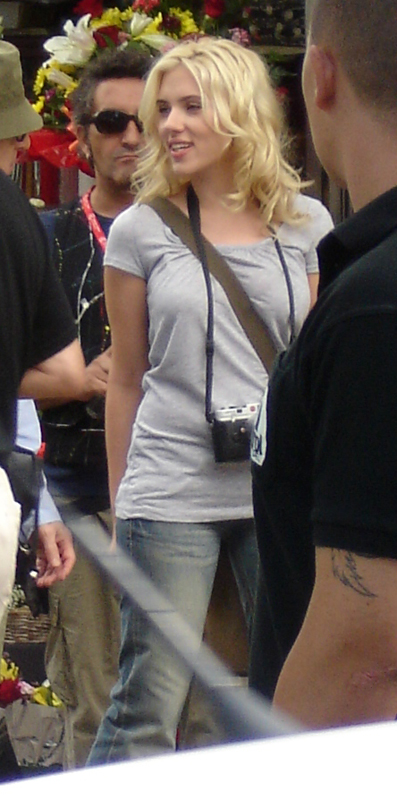
约翰逊在《情迷巴塞隆拿》的片场

2005年7月，约翰逊与伊旺·麥奎格搭档出演迈克尔·贝的科幻片《绝地再生》：她一人分饰两角，莎拉·乔丹（Sarah Jordan）和她的克隆人（Jordan Two Delta）。影片在商业上十分失败，评论界也毁誉参半。与之相比，她在伍迪·艾伦的电影《赛末点》中的表现却广受好评。《纽约时报》说道：「约翰逊和雷·麦耶斯竭力成就了伍迪·艾伦电影长期以来最好的表演，避免了伍迪·艾伦的剧本裡强加的调皮和情感疏离。」由此，约翰逊获得了她第四个金球奖提名，以及一个芝加哥影评人协会奖最佳女配角提名。
她与伍迪·艾伦另一次合作是电影《独家新闻》，片中她饰演一位女大学生，并与休·杰克曼展开对手戏。影片票房不错，但口碑却褒贬参半。同年，她参演了布赖恩·德帕尔马的电影《艷屍案中案》，一部拍摄于洛杉矶和保加利亚的黑色电影。约翰逊随后亲口承认她是德帕尔马的粉丝，虽然自觉「身材上不合适」于片中角色，却一直渴望在这部影片中与德帕尔马合作。
随后，她在克里斯托弗·诺兰的影片《頂尖對決》中饰演了一个配角，再一次与休·杰克曼合作，此番又加入了英国男星克里斯琴·贝尔。诺兰认为，约翰逊具有一种「暧昧迷离、遮掩朦胧的气质」，因此他「很渴望」由她饰演那一角色。约翰逊这样评价诺兰导演：「我热爱与他合作，他有着难以置信的专注力和动力，他关注表演的每个细节。」。这部影片也获得了口碑评论和世界范围内票房的双丰收。洛杉矶时报称赞该片是一部「成熟的、刺激感官的佳作」。2006年，她还出演了一部短片《若誓言永恒》（When The Deal Goes Down），由贝尼特·米勒执导，片名取自鲍勃·迪伦的同名歌曲，旨在推广迪伦的新专辑《Modern Times》。
2007年，约翰逊与劳拉·琳尼一道出演了《褓姆日记》。影片票房不尽如人意，口碑上更饱受批评。对约翰逊的评论则有好有坏，综艺杂志说：“（她）饰演了一个很有魅力女主角。”纽约客杂志则批评她看上去“除去迷茫，别无他物”，却“又竭力为表演赋予真实的情感核心。”

### 2008年至今
2008年，斯嘉丽·约翰逊与娜塔莉·波特曼和埃里克·巴纳合作，主演了影片《華麗孽緣》，影片毁誉参半。影评人彼得·特拉维斯说：“影片发展一路跌跌撞撞，令人沮丧”，但他对两位女主评价甚高，“但娜塔莉·波特曼和斯嘉丽·约翰逊配合堪称完美，后者让我们看到，智力和聪慧才是这些漂亮女孩的真正内核。”
其后，斯嘉丽·约翰逊第三次出现在伍迪·艾伦的影片中，这次是《午夜巴塞罗那》，拍摄于西班牙，并与查維爾·巴頓和佩内洛普·克鲁兹同场飙戏。该片成为伍迪·艾伦最卖座的电影之一，同时也被许多影片人列为年度十佳。
随后她参演了弗兰克·米勒的电影《鬼魂》，扮演了一位蛇蝎美人。影片受到的评论多为负面。
2009年，约翰逊在电影《他其實沒那麼喜歡妳》中与詹妮弗·康纳利、布莱德利·库珀、德鲁·巴里莫尔合作，饰演一位名叫安娜的瑜伽教练。影片在票房上颇为成功，唯独口碑平平。

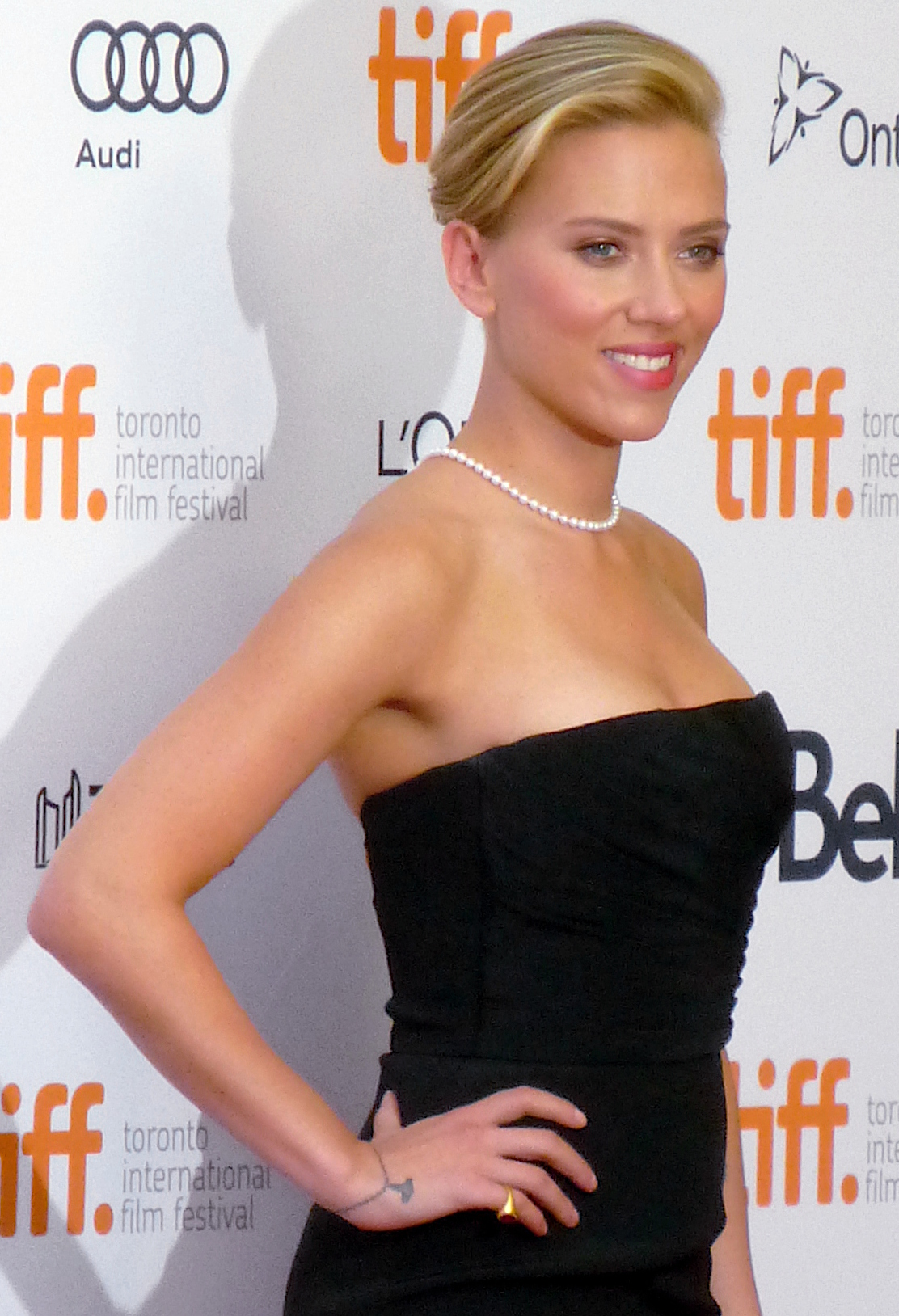
斯嘉丽·约翰逊在2013年多伦多国际电影节

2009年3月，艾米莉·布朗特拒绝邀片后，约翰逊与《钢铁侠2》签约，在其中饰演“黑寡妇”一角。影片2010年5月上映，取得票房佳绩的同时，也在评论界广受好评。2011年，她又参演《我家买了动物园》一片，饰演动物管理员凯利一角。该片同样好评连连。2012年，她在《复仇者联盟》中再次饰演黑寡妇，影片收获赞誉。
2011年11月，报道称斯嘉丽·约翰逊正计划她的导演首秀，影片改编自楚門·柯波帝的《夏日的跨越》，将由剧作家普瑞士坦·斯凯勒编剧，影片计划于2014年上半年开拍。2012年5月上旬，官方宣布约翰逊将在影片《希区柯克》中扮演珍妮特·利。该片由萨沙·杰瓦西执导，讲述希区柯克1960年电影《驚魂記》的幕后故事。
2012年，约翰逊参演了约瑟夫·高登-莱维特导演处女作《情圣囧色夫》，影片首映于2013年圣丹斯电影节，2013年9月起广泛上映。影片得到不少赞誉，斯嘉丽·约翰逊的表演被评论家们特别提及，《今日美国》的评论称“这是她本人最好的演出之一，这位骄横跋扈、成天嚼口香糖的女孩十分出彩。”2013年，约翰逊在电影《雲端情人》中顶替了萨曼莎·莫顿，献声为人工智能系统萨曼莎配音。电影口碑良好，约翰逊的配音表演虽不露一面，却同样大获好评，并凭借此片获得了第8届罗马电影节最佳女演员奖。
2010年11月，约翰逊参演影片《皮囊之下》，影片改编自米歇爾·法柏的同名小说，由乔纳森・格雷泽执导。片中她曾一丝不挂，全裸出镜。2014年，影片在美国上映，获得好评，约翰逊的表演也得到赞誉。
2012年5月2日，第2470位大名被鑲在好萊塢星光大道(Hollywood Walk of Fame)上，對電影產業有所貢獻。
约翰逊在《美国队长2》中再次饰演黑寡妇，并与男星克里斯·埃文斯合作。影片2014年上映后获得好评。此外，在2014年上映的影片《滋味旅程》中，她与乔恩·费儒、小罗伯特·唐尼和索菲娅·维加拉合作，并饰演莫莉一角。同年，她还主演了吕克·贝松执导的科幻动作片《露西》，该片上映后，影評人對约翰森在影片中的表现讚譽有加並在电影预算只有四千万美元下收获四亿五千八万票房。

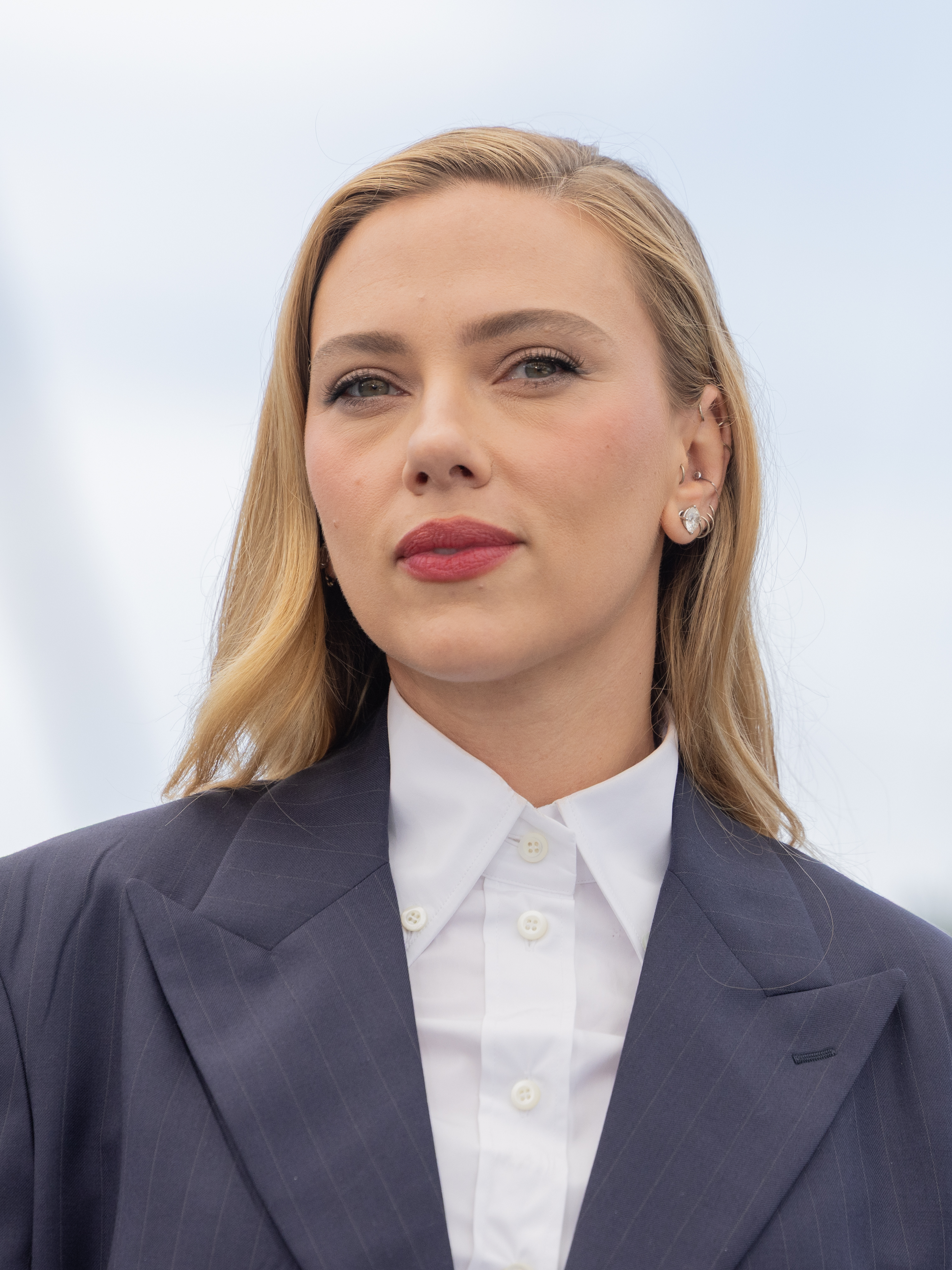
2025年出席第78届戛纳电影节。

2015年，约翰逊与《复仇者联盟》第一部原班人马合作，继续在《復仇者聯盟2：奧創紀元》裡扮演黑寡妇，影片中采用了特写镜头，3位特技替身演员和后期视觉效果来帮助隐藏在拍摄过程怀孕的约翰逊。2016年，喬韓森出演《美国队长3》，回歸飾演黑寡婦。
2019年，約翰遜憑著《婚姻故事》的表演入圍金球獎、美國演員工會獎和英國電影學院獎，並首次獲奧斯卡獎提名，同時其在《兔嘲男孩》的演繹也入選女配角獎，使她成為自2007年的凱特·布蘭琪後，12年來首位在同屆奧斯卡中取得兩項演藝類別提名的演員。
2025年，凭导演处女作《了不起的埃莉诺》入选第78届戛纳电影节“一种关注”单元。

## 戏剧生涯
约翰逊八岁时即完成了戏剧首秀，那是在外百老匯小剧场的一次表演，同台的还有伊桑·霍克。2010年1月，约翰逊在百老汇首秀，在戏剧《桥头眺望》中饰演凯瑟琳，剧本由亚瑟·米勒创作，并由乔治·穆舍执导，与她搭档的则是李佛·薛伯。由于在剧中的表现，她赢得了当年東尼獎最佳舞台剧女配角。但是她的获奖却引发评论界和百老汇资深演员强烈反对，他们认为约翰逊不配获此殊荣。
2013年1月17日，约翰逊参演戏剧《热铁皮屋顶上的猫》。她的表演在评论界毁誉参半。《娱乐周刊》的评论称：“在导演罗布·阿什福德（Rob Ashford）这部慢悠悠的复排剧中，斯嘉丽·约翰逊给她的角色玛吉（Maggie the Cat）带来了暴烈的、战斗的灵魂……她展现出赢得一切决心——把丈夫诱回身边、捍卫属于他们那一份的家庭财产、并保持着一个时而颤抖的南部口音。”但纽约《每日新闻》的评论家乔·迪兹米阿诺维奇（Joe Dziemianowicz）则认为她的表演“惊人的单调”。

## 音乐生涯

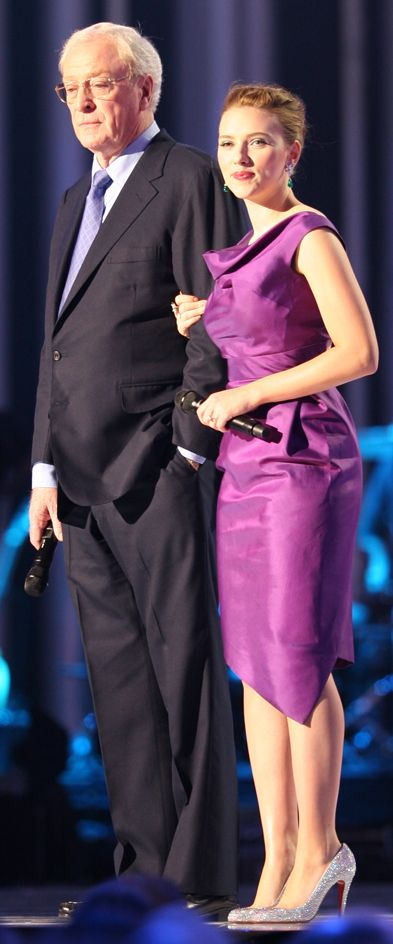
斯嘉丽·约翰逊和迈克尔·凯恩于2008年诺贝尔和平奖音乐会

2005年，安德鲁·劳埃德·韦伯计划重排戏剧《音乐之声》，并考虑让约翰逊饰演玛丽亚，但该角色最终转为由新人康妮·费舍尔出演。在2006年5月8日发行的专辑《意外的梦》中，约翰逊献唱了一首《夏日》，这是一份好莱坞演员们演唱的慈善专辑。此外，在2007年4月，她在科切拉音乐节一个特别的重逢演出上与耶稣与玛丽链乐队同台献唱。
2007年，约翰逊还在贾斯汀·汀布莱克的MV《What Goes Around... Comes Around》中扮演女主，这份MV也在当年8月的MTV音乐录像带大奖中被提名年度最佳。2007年中，她在莫里斯录制专辑，为之工作了一整月。她创作了一首原创歌曲、翻唱了十首汤姆·威茨的作品，专辑由制作人戴夫·希特克制作，大卫·鲍伊、和的乐队成员为之贡献伴唱和伴奏，于2008年5月20日出版发行，定名为。这份专辑收到的评论多种多样。杂志认为：“斯嘉丽·约翰逊的歌唱毫无格外引人入胜之处。”相反也有评论家称赞：“迷人得令人惊奇”、“一份勇敢的、离经叛道的佳作”和“一份有着鬼魅魔力的优秀专辑”。《新音乐快递》杂志将之评为“2008年最佳专辑第23名”，在公告牌二百强专辑榜上它则位列126名。对于她的专辑，约翰逊本人说道：
我得到了这次宝贵的录音机会，并想我能唱出一份或许合乎标准的专辑，因为我不是写歌的。我是演唱者。
她说她“渴望拥有一片空间，在一个遥远的地方，每个人都可以做他们自己，不必关心别人的窥听和干涉。”在一次访谈中，她说她从11、12岁起就开始听汤姆·威茨的歌了，谈及汤姆·威茨时她曾说道：“他的曲调太美了，声线也无比别致，我会用自己的方式处理汤姆·威茨的歌曲。”2008年12月，报道称约翰逊计划继续出一张专辑，这张将全都是原创歌曲，她说：“我不想再做翻唱了，我会全心全意做这个原创项目，这是为未来考虑。”
2009年，约翰逊翻唱了杰夫·巴克利的歌曲《最后的道别》，歌曲加入了《他其實沒那麼喜歡妳》的原声大碟。2009年9月8日，专辑发行，这是一张由约翰逊和创作型歌手皮特·约恩合作完成的专辑，灵感源于碧姬·芭铎和塞吉·金斯伯格的二重唱。独立乐队Steel Train发布专辑，包含他们最爱的女歌手翻唱他们乐队的歌曲。约翰逊翻唱的《子弹》是专辑的第一首曲目。2011年，约翰逊为纪录片《可怜虫和胡言乱语者》献唱了一首原声，《整个一小时》（One Whole Hour）。2012年，约翰逊为纪录片《逐冰之旅》录制原声，这首歌曲也获得了2013年奥斯卡最佳原创歌曲提名。

## 广告赞助
约翰逊曾出演卡尔文·克雷恩、欧莱雅和路易·威登等品牌的广告，2009年起她还是西班牙芒果服饰的代言人。2009年初，她与两位意大利设计师现身大都会艺术博物馆服饰研究馆，随后宣布成为杜嘉班纳新的化妆品分支的代言人，2009年7月31日，她以个人身份出现在伦敦的塞尔福里奇百货商店，宣传推广杜嘉班纳的新化妆品产品。同年，约翰逊签约为酩悦香槟的代言人，并多次出现在品牌广告和商业活动中，由此成为第一个担任香槟酒庄大使的好莱坞明星。2014年1月，苏打气体汽水公司宣布约翰逊成为品牌首位全球大使。

## 性感象征
2006年3月，斯嘉丽·约翰逊、凯拉·奈特莉和设计师汤姆·福特出现在《名利场》杂志的封面，两位女士更是全裸出镜。《美信》杂志每年发布当年“最火辣100人”，2006年约翰逊位列第6，2007年位列第3，2008年位列第2，2009年位列34，2010年位列14，2011年位列14，2012年位列17，2013年位列15。2006年11月，约翰逊被《时尚先生》评为“当今最性感女性”。2007年2月，《花花公子》杂志将其列为当年“最性感名人”。自2005年起，《男人装》杂志更是经常把他列入百位性感女性之中。在《赛末点》的拍摄过程中，伍迪·艾伦评价她“性感逼人”，而他本人则“很难在一个性感逼人、年轻貌美的女士面前显得格外风趣，因为这位女士比你还更谈吐幽默。”2010年，《GQ》杂志将其评为“年度宝贝”。2011年，《男性健康》杂志将她评选为“百位史上最惹火女性”第12位。

## 个人生活
约翰逊本人既庆祝犹太教的光明节，也参加基督教的圣诞节，但她自称是犹太教徒。
人们常用这个昵称称呼她，但她很不喜欢，认为这个名字“恶心糟糕”。2014年5月，她在一份杂志中称：“我会把这个昵称跟流行歌手什么联系起来，听着很俗，而且显得慵懒轻浮。”
2011年9月14日，FBI宣布其正在调查一桩针对约翰逊手机的网络入侵案件，这起入侵导致了约翰逊裸照外泄，约翰逊宣称，这些照片是事发三年前，她自拍后传给当时的丈夫萊恩·雷諾斯的。经过调查，居住于弗罗里达州杰克逊维尔的克里斯多夫·钱尼（Christopher Chaney）涉嫌网络入侵，他本人对此供认不讳，并因而面临监禁，同时检察官要求其赔付约翰逊66000美元。

### 恋爱婚姻
2007年起，斯嘉丽·约翰逊开始与加拿大男星萊恩·雷諾斯约会，2008年5月，两人被爆订婚。2008年9月27日，这对情侣在加拿大托菲诺举行了一场低调的婚礼，随后在洛杉矶购置价值280万美元的居所。但是好景不常，2010年12月14日，两人宣布和平分手，此前已分居半年。2011年7月，二人正式离婚。

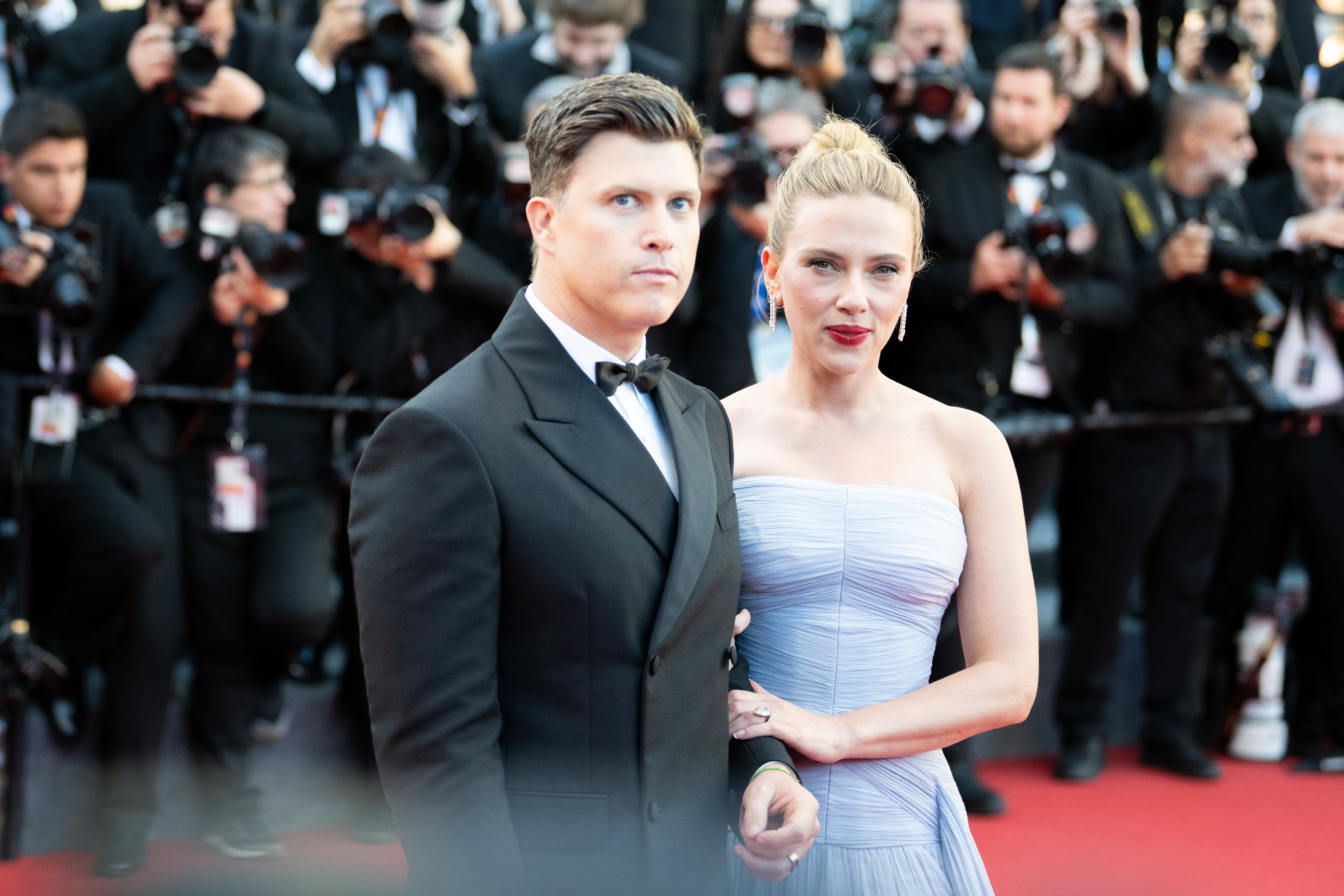
约翰逊与约斯特，2025年康城影展上。

2012年11月，约翰逊开始与广告公司总监、法国人罗曼·达瑞克（Romain Dauriac）约会，2013年11月，两人宣布订婚，2014年9月5日，她的發言人證實喬韓森已產下一女。2017年9月，與羅曼·達瑞克正式離婚。
2017年5月，消息指约翰逊与《周六夜现场》首席联合编剧科林·约斯特交往，两人于2019年5月订婚，最终于2020年10月确认结婚，两人的儿子于2021年8月出生。

## 社会行动

### 慈善工作
2005年，约翰逊成为乐施会的全球大使。2008年3月，在一场慈善拍卖中，一位英国的买主以20000英镑拍得了与约翰逊的20分钟约会，他将与约翰逊携手出席《他其實沒那麼喜歡妳》的全球首映，而这笔款项也将交给乐施会。
2014年1月，约翰逊辞去了乐施会的慈善大使职务，起因是她代言以色列汽水公司苏打气体（SodaStream），而该公司在约旦河西岸的犹太人屯垦区开设了工厂，乐施会声明反对与剥削屯垦区的犹太企业做生意，认为这侵犯了巴勒斯坦人的利益。约翰逊回应称，她和乐施会“在抵制、撤资和制裁的反以色列运动上，有着根本性的观点差异”，她辩护说，这家公司致力于“为以色列和巴勒斯坦的和平牵线搭桥”。乐施会接受了她的辞职并声称：“我们非常感激她的诸多贡献……她一直帮助我们宣传自然灾害的破坏，并为拯救生命和抗击贫困而筹款。”

### 政治态度
作为美国公民，约翰逊注册为独立选民。在2004年美国总统选举中，她支持民主党选人约翰·克里。当年的结果是小布什获得连任，她说：“（我很）失望。我觉得相当多的美国人都会失望。”
约翰逊也曾为奥巴马拉票：2008年1月，她现身爱荷华州，参与竞选活动；此外还出现在康奈爾學院和卡尔顿学院；2008年，约翰逊还参与黑眼豆豆主唱的歌曲《是的，我们能做到》（Yes, We Can）的MV，歌曲灵感便来源于奥巴马的演讲。2012年2月7日，为支持奥巴马连任，约翰逊和美国时尚界人士安娜·温特主持了一次筹款活动，并发布了一系列支持奥巴马的时尚用品，例如印有奥巴马名字和竞选口号的T恤、提包和坠饰。在2012年民主党全国大会上，她向选民发表演说，呼吁支持奥巴马连任，也希望年轻选民多多参与。

## 演出作品

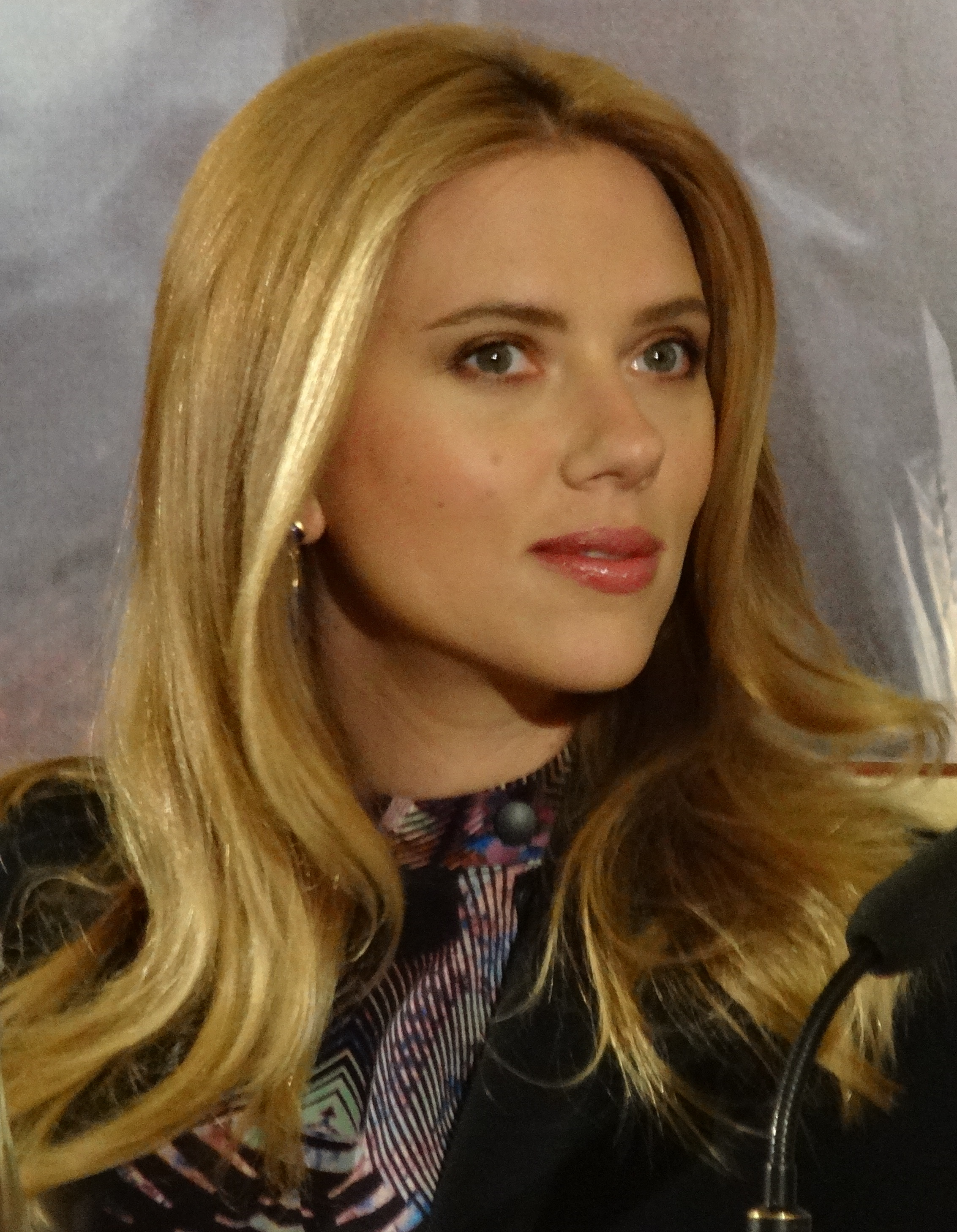
2014年斯嘉丽·约翰逊在美国队长2记者会上

### 电影
| 年份   | 片名                       | 角色                         | 注释                           |
| ------ | -------------------------- | ---------------------------- | ------------------------------ |
| 1994   | 《浪子保镖》               | 劳拉·尼尔森                  |                                |
| 1995   | 《正当防卫》               | 凯特·阿姆斯特朗              |                                |
| 1996   | 《爱在布鲁克林桥》         | 艾米丽                       |                                |
| 1996   | 《曼妮姐妹》               | 阿曼达                       |                                |
| 1997   | 《秋》                     | 小女孩                       |                                |
| 1997   | 《小鬼当家3》              | 莫莉                         |                                |
| 1998   | 《輕聲細語》               | 格蕾丝·马克莱恩              |                                |
| 1999   | 《他不笨它是我的心肝宝贝》 | 凯西                         |                                |
| 2001   | 《缺席的人》               | 少女贝蒂                     |                                |
| 2001   | 《黐孖妹》                 | 丽贝卡                       |                                |
| 2001   | 《美国狂想曲》             | 苏西·桑德尔（15岁）          |                                |
| 2002   | 《八腳怪》                 | 艾希莉·帕克                  |                                |
| 2003   | 《迷失东京》               | 夏洛蒂                       |                                |
| 2003   | 《戴珍珠耳环的少女》       | 葛利叶                       |                                |
| 2004   | 《极速A计划》              | 弗朗西斯卡·柯蒂斯            |                                |
| 2004   | 《献给你的情歌》           | 珀西·威尔                    |                                |
| 2004   | 《美丽诱惑》               | 美琪·温米尔                  |                                |
| 2004   | 《海绵宝宝电影版》         | 明迪                         | 配音                           |
| 2004   | 《大公司小老板》           | 亚历克斯·福尔曼              |                                |
| 2005   | 《绝地再生》               | 莎拉·乔丹和克隆人乔丹·黛兒塔 |                                |
| 2005   | 《赛末点》                 | 諾拉·萊斯                    |                                |
| 2006   | 《独家新闻》               | 桑德拉·普兰斯基              |                                |
| 2006   | 《艷屍案中案》             | 凯瑟琳                       |                                |
| 2006   | 《頂尖對決》               | 奥利威亚                     |                                |
| 2007   | 《褓姆日记》               | 安妮                         |                                |
| 2008   | 《華麗孽緣》               | 玛丽·波琳                    |                                |
| 2008   | 《午夜巴塞罗那》           | 克里斯蒂娜                   |                                |
| 2008   | 《鬼魂》                   | 希尔肯                       |                                |
| 2009   | 《他其實沒那麼喜歡妳》     | 安娜·马克斯                  |                                |
| 2010   | 《钢铁侠2》                | 娜塔莎·羅曼諾夫／黑寡婦      |                                |
| 2011   | 《我家买了动物园》         | 凯利·福斯特                  |                                |
| 2012   | 《复仇者联盟》             | 娜塔莎·羅曼諾夫／黑寡婦      |                                |
| 2012   | 《希区柯克》               | 珍妮特·利                    |                                |
| 2013   | 《情圣囧色夫》             | 芭芭拉                       |                                |
| 2013   | 《云端情人》               | 萨曼莎                       | 配音                           |
| 2014   | 《皮囊之下》               | 劳拉                         |                                |
| 2014   | 《美國隊長2：酷寒戰士》    | 娜塔莎·羅曼諾夫／黑寡婦      |                                |
| 2014   | 《五星主廚快餐車》         | 莫莉                         |                                |
| 2014   | 《》                       |                              |                                |
| 2015   | 《復仇者聯盟2：奧創紀元》  | 娜塔莎·羅曼諾夫／黑寡婦      |                                |
| 2016   | 《凱薩萬歲！》             | 狄安娜·莫蘭                  |                                |
| 2016   | 《與森林共舞》             | 卡亞                         | 配音                           |
| 2016   | 《美國隊長3：英雄內戰》    | 娜塔莎·羅曼諾夫／黑寡婦      |                                |
| 2016   | 《歡樂好聲音》             | 豪豬愛希                     | 配音                           |
| 2017   | 《攻殼機動隊》             | 草薙素子(蜜拉·凱莉恩)        |                                |
| 2017   | 《女狼嗨到趴》             | 潔絲                         |                                |
| 2018   | 《復仇者聯盟3：無限之戰》  | 娜塔莎·羅曼諾夫／黑寡婦      |                                |
| 2018   | 《犬之島》                 | 豆蔻                         | 配音                           |
| 2019   | 《驚奇隊長》               | 娜塔莎·羅曼諾夫／黑寡婦      | 片尾彩蛋客串                   |
| 2019   | 《復仇者聯盟：終局之戰》   | 娜塔莎·羅曼諾夫／黑寡婦      |                                |
| 2019   | 《婚姻故事》               | 妮可                         |                                |
| 2019   | 《兔嘲男孩》               | 蘿西·貝茲勒                  |                                |
| 2021   | 《黑寡婦》                 | 娜塔莎·羅曼諾夫／黑寡婦      | 兼監製                         |
| 2021   | 《歡樂好聲音2》            | 豪豬愛希                     | 配音                           |
| 2023   | 《小行星城》               | 蜜姬·坎貝爾                  |                                |
| 2023   | 《北极星》                 | 凯特琳                       |                                |
| 2024   | 《飛月情海》               | 凱莉·瓊斯                    |                                |
| 2024   | 《變形金剛初始篇》         | 艾麗塔                       | 配音                           |
| 2025   | 《侏罗纪世界：重生》       | 佐拉·贝内特                  |                                |
| 2025   | 《了不起的埃莉诺》         |                              | 导演，首部执导作品，后期制作中 |
| 待公布 | 《腓尼基计划》             |                              | 后期制作中                     |

### 电视
| 年份    | 名称                | 角色           | 注释                   |
| ------- | ------------------- | -------------- | ---------------------- |
| 1995    | 《终极证人》        | 詹娜·哈利韦尔  | 试播集（Pilot）             |
| 2001    | 《场景解剖》        | 她本人         | “戴珍珠耳环的少女”一集 |
| 2004    | 《我家也有大明星》  | 她本人         | “纽约”一集             |
| 2005–08 | 《机器鸡》          | 为多个角色配音 | 共6集                  |
| 2006–15 | 《周六夜现场》      | 多个角色       | 共6集                  |
| 2014    | 《HitRecord on TV》 | Olivia         | "Re: Games"一集        |
| 2021    | 《》                | 她本人         | 《黑寡妇》制作特辑     |

### 戏剧
| 年份 | 剧目                 | 角色     | 剧院              |
| ---- | -------------------- | -------- | ----------------- |
| 2010 | 《桥头眺望》         | 凯瑟琳   | 考特剧场          |
| 2012 | 《热铁皮屋顶上的猫》 | 玛格丽特 | 理查德·罗杰斯剧场 |

## 音乐作品

### 专辑
| 名称                               | 专辑细节                                                                                       |
| ---------------------------------- | ---------------------------------------------------------------------------------------------- |
| 《Anywhere I Lay My Head》         | - 发行：2008年5月16日 - 发行商：Atco Records - 格式：CD、线上下载                              |
| 《现场专辑》（Live Session）（仅在iTunes发布） | - 发行：2008年7月15日 - 发行商：Periwinkle Entertainment和Rhino Entertainment - 格式：线上下载 |
| 《Break Up》                       | - 发行：2009年9月15日 - 发行商：Atco Records和Rhino Entertainment - 格式：CD、线上下载         |

### 电影原声
| 年份 | 歌曲                                           | 原声                         |
| ---- | ---------------------------------------------- | ---------------------------- |
| 2009 | 《最后的道别》                                 | 《他其實沒那麼喜歡妳》       |
| 2011 | 《整个一小时》                                 | 《可怜虫和胡言乱语者》       |
| 2012 | 《夏日》                                       | 《感恩时节》                 |
| 2012 | 《Before My Time》                             | 《逐冰之旅》                 |
| 2014 | 《The Moon Song》                              | 《云端情人》主题曲           |
| 2016 | 《Set It All Free》                            | 《歡樂好聲音Sing》主题曲     |
| 2021 | 《I Still Haven't Found What I'm Looking For》 | 《歡樂好聲音2 Sing 2》主題曲 |

### 其他
| 年份 | 歌曲                           | 演唱者                  | 专辑                        |
| ---- | ------------------------------ | ----------------------- | --------------------------- |
| 2006 | 《夏日》                       | 多人演唱                | 《意外的梦》                |
| 2010 | 《子弹》（Bullet）             | Steel Train             | 《Terrible Thrills Vol. 1》 |
| 2011 | 《I'll Be Home for Christmas》 | 与迪恩・马丁合唱        | 《My Kind of Christimas》   |
| 2012 | 《Bonnie & Clyde》             | 露露·金斯堡             | 《From Gainsbourg to Lulu》 |
| 2012 | 《Coteau Guidry》              | The Lost Bayou Ramblers | 《Mammoth Walt》            |

## 获奖情况
电影方面，斯嘉丽·约翰逊两次提名英国电影学院奖最佳女主角，一次获奖；五次提名金球奖，可惜无一斩获。此外她还曾获得多个青少年选择奖、土星奖等提名。戏剧方面，她曾获得的最高奖项是托尼奖最佳的女配角。

## 延伸阅读
- Roberts, Chris,  Hardcover, London: Carlton Books, 2007, ISBN 978-1-84442-399-6